# Favre-Leuba
Favre-Leuba ist ein Schweizer Hersteller von Armbanduhren mit Hauptsitz in Solothurn. Der Grundstein der Marke, die bezüglich technischen Entwicklungen, Uhrendesign und Distribution zu den Pionieren der Schweizer Uhrenindustrie gehört, wurde 1737 von Abraham Favre in Le Locle gelegt.
Mit der Präsentation der neuen Kollektion mit den beiden Linien Raider und Chief markierte Favre-Leuba 2016 die Rückkehr in die Uhrenindustrie.

## Geschichte
Am 13. März 1737 wurde Abraham Favre erstmals in einem offiziellen Dokument als Uhrmacher mit eigener Werkstatt im schweizerischen Le Locle erwähnt. Sein Sohn, der ebenfalls den Namen Abraham trug, führte den Betrieb in zweiter Generation weiter. Zusammen mit seinen beiden Söhnen Frédéric und Henry-Louis gründete er 1792 das Unternehmen A. Favre & Fils. Von Beginn an konzentrierte sich Abraham Favre darauf, die in seinen Uhren verwendete Technik, ihre Funktionstüchtigkeit bei unterschiedlichen Temperaturen sowie die eingesetzten Materialien laufend zu verbessern, um dadurch immer zuverlässigere und präzisere Zeitmesser zu fertigen.
Henry-Auguste, Frédéric Favres Sohn und damit die vierte Generation der Familie, arbeitete ab 1815 mit dem Uhrenhandel von Auguste Leuba aus Buttes im Val de Travers zusammen. Der Patron reiste um die Welt, von Deutschland nach Russland, über Kuba nach New York bis nach Brasilien und Chile, um die Vertriebsmöglichkeiten zu erweitern.
Fritz Favre, der 1855 Adele-Fanny Leuba ehelichte, führte diesen Weg fort. An nationalen und internationalen Ausstellungen – wie der Universal Exhibition in London 1851 oder der New York Fair 1853 – gewann er Auszeichnungen für die Zeitmesser aus den eigenen Ateliers. 1865 und 1867 bereiste er auch Indien und lancierte als erster Schweizer Uhrenhersteller seine Marke auf dem Subkontinent, der sich schnell zu einem wichtigen Absatzmarkt für Favre-Leuba entwickeln sollte. Seine Kinder – bereits die sechste Generation im Unternehmen – bauten die Marke weiter aus, die insbesondere in Europa schwierige Zeiten durchzustehen hatte.
Um 1925 fertigte Favre-Leuba Eindrücker-Chronographen. 1955 wurde das eigene Manufakturwerk FL101 entwickelt und zwei Jahre später folgten die Automatikkaliber FL103 und FL104.
Die Jahre 1960 bis 1968 waren für Favre-Leuba sehr erfolgreich: Das extra flache Kaliber FL251 von 1962 verfügte über zwei Federhäuser, eine Zentralsekunde sowie eine Gangreserve von 50 Stunden. 1962 präsentierte die Marke mit der Bivouac die erste mechanische Uhr mit Aneroidbarometer zur Höhen- und Luftdruckmessung. Dieser Zeitmesser begleitete unter anderem Paul-Émile Victor bei seiner Antarktis-Expedition, während der Genfer Bergführer Michel Vaucher und der italienische Alpinist Walter Bonatti ihn bei der Besteigung der Grandes Jorasses benutzten.
1963 kam mit der Deep Blue eine der ersten Taucheruhren auf den Markt. Diese war bis zu einer Tiefe von 200 m wasserdicht. Das gleiche Team konstruierte 1968 auch die berühmte Bathy, die erste mechanische Uhr, die nicht nur die Tauchzeit, sondern dank eines Druck- bzw. Tiefenmessers auch die aktuelle Tauchtiefe anzeigte.
1968 ergänzte Favre-Leuba ihre bahnbrechenden Doppelfederhauswerke mit einem automatischen Aufzug – damit gehörte die Marke zu den ersten überhaupt, welche diese Kombination in Serie einsetzen. Erhältlich waren die neuen Werke sowohl mit als auch ohne Kalenderfunktion.
Florian A. Favre und Eric A. Favre, Söhne von Henry A. Favre, führten zusammen mit Frédéric A. Favre, Enkel von Fritz Auguste Favre, als achte Generation die Produktion weiter. Die Einführung günstiger Quarzwerke 1969 stürzte die Schweizer Uhrenindustrie jedoch in eine schwere Krise, die auch Favre-Leuba vor große Probleme stellte.
In der Folge verkaufte die Familie das Unternehmen, das daraufhin mehrmals den Besitzer wechselte, darunter die Benedom SA sowie LVMH. Am 16. November 2011 übernahm die Titan Company Limited, eine Tochtergesellschaft der indischen Tata-Gruppe, die Traditionsmarke Favre-Leuba und verlegte deren Hauptsitz nach Zug.
Der indische Konzern Tata, zu dem Favre-Leuba gehört, drehte den Geldhahn zu. Firmenchef Roten wehrte sich dagegen.
Das zuletzt gemeldete Aktienkapital (5. September 2022) betrug CHF 20.218.970 (vollständig liberiert).

## Meilensteine
- 1925 Ein-Drücker-Chronograph
- 1946 Gold-Armbanduhr Datora mit Handaufzug und Kalender
- 1955 Gold-Chronograph mit Kalender, Mondphase, 30-Minuten- und 12-Stunden-Zähler
- 1955 Entwicklung des FL 101 Manufaktur-Kalibers
- 1956 Lancierung der Modelle Sea King, Sea Raider und Sea Chief
- 1957 Entwicklung der automatischen Kaliber FL103 und FL 104
- 1957 Lancierung der Modelle Datic und Daymatic mit dem Kaliber FL 102 bzw. den automatischen Werken FL103 und FL104
- 1960 Entwicklung der ersten Favre-Leuba Taucheruhr Water Deep
- 1962 Entwicklung des extra flachen Kalibers FL251 mit zwei Federhäusern und 50 Stunden Gangreserve
- 1962 Entwicklung der Bivouac, der ersten Armbanduhr mit Altimeter/Barometer
- 1963 Lancierung der bis 200 m wasserdichten Taucheruhr Deep Blue
- 1965 Vorstellung der Sea King Twin Power mit dem Kaliber FL251
- 1966 Präsentation von Taucher-Chronograph
- 1968 Entwicklung der Bathy, der ersten Armbanduhr mit Tiefen-/Druckmesser für Taucher
- 1968 Automatischer Aufzug für die Doppelfederhauswerke der Marke
- 1968 Lancierung des Modells Harpoon
- 2016 Lancierung der Raider Harpoon. Eine Taucheruhr mit patentierter Zeitanzeige
- 2017 Favre-Leuba feiert an der Baselworld das 280. Markenjubiläum mit der neuen Raider Bivouac 9000
- 2018 Die Raider Bivouac 9000 gewinnt den Watchstars Preis in der Kategorie «New Stars» als beste Neuerscheinung 2018. Es ist die einzige mechanische Armbanduhr der Welt, die bis 9000 m. ü. M. die Höhe misst und auch als Barometer eingesetzt werden kann.
- 2018 Favre-Leuba feiert den 50. Geburtstag der 1968 erschienenen, legendären Taucheruhr Bathy mit der neuen Raider Bathy 120 MemoDepth, welche als einzige mechanische Armbanduhr der Welt Tauchtiefen bis 120 m messen und speichern kann.
- 2021 Die Managementsführung wechselte am 31. August 2021 von Herrn Erwin Häfliger zu Vinay Babu Arva Tati Reddy
- 2022 Die Vinay Babu Arva Tati Reddy wird von Sharad Kumar Goyal abgelöst[3]